# Fiel (peinture)
Le fiel de bœuf est un produit tiré de la bile de bœuf, utilisé comme agent mouillant dans les domaines de la marbrure, de la gravure et lithographie ainsi que dans la confection des couleurs aquarelle et gouache, et mélangé à l'huile quand celles-ci se destinent à l'application sur pierre ou plâtre ainsi que dans certaines colles d'os et couches de préparation.
En Chine, les recettes artisanales d'encre utilisent du fiel de porc aux mêmes fins.
Le fiel de tortue a parfois remplacé l'orpiment pour la fabrication d'encres couleur or (PRV). A XIXe siècle, le jaune pierre de fiel, fabriqué avec le fiel de l'anguille, a servi pour l'aquarelle. Moyennement fixe, il a été supplanté par des couleurs synthétiques (Béguin 1990).

## Utilisations
Un agent mouillant, en diminuant la tension superficielle du liant ou du diluant d'une peinture, facilite l'étalement de la couche sur le subjectile. Il facilite aussi la dispersion des particules de pigment dans l'eau d'une encre, et l'émulsion d'un corps gras et d'un corps aqueux, peinture à l'huile et détrempe par exemple, ce pourquoi on le désigne aussi comme dispersant ou délayant (Béguin 1990).

### Aquarelle et gouache
Associé à la gomme arabique, le fiel de bœuf facilite le mouillage des pigments et la pénétration de la couleur sur les supports poreux.
Quelques gouttes ajoutées à la couleur et on peut peindre sur des surfaces telles que le verre, le plastique ou l'acétate.
Le fiel ou bile de poisson, de bœuf, de porc, et en Orient, de buffle, sert depuis l'Antiquité pour faciliter l'émulsion d'un corps gras et d'un corps aqueux : détrempe et peinture à l'huile notamment.
Il peut également être utilisé afin de faire adhérer de la gouache ou de l'aquarelle sur des matières très lisses comme le celluloïd (aujourd'hui constitué de triacétate de cellulose), utilisé en dessin animé traditionnel.
Le fiel de bœuf peut aussi être utilisé par l'artiste comme adjuvant aux couleurs afin de créer des textures et effets, ou d'améliorer la fluidité des lavis. Il joue alors comme dispersant. Une couleur mélangée à du fiel de bœuf repousse les autres pigments et diffuse la couleur, au lieu de la laisser se mélanger aux autres couleurs présentes. Le fiel de bœuf réduit la granulation de l'aquarelle.
On peut le rajouter à la couleur à mesure de quelques gouttes de fiel par demi-litre d'eau.

### Nettoyant
Tensio-actif, ce qui n'est pas sans rapport avec le métabolisme des graisses dans le foie, le fiel est un détergent. C'est donc un agent nettoyant, comme les savons, pour détacher la peinture de vêtements, à condition d'être utilisé rapidement lorsqu'il s'agit de peinture acrylique.

### Marbrure
Comme agent mouillant, le fiel permet de créer les motifs aléatoires des papiers marbrés.